# Abbon de Soissons
Pour les articles homonymes, voir Abbon.
Abbon  († 937) fut évêque de Soissons de 909 jusqu'à sa mort. Contemporain du chroniqueur Abbon de Fleury, il fut chancelier de Francie sous les règnes de Robert Ier et de Raoul de Bourgogne.

## Biographie
Abbon prit la succession de Rodoïn au trône épiscopal de Soissons et participa à ce titre le 26 Juin 909 au concile de Trosly. Dans les proclamations du roi de Francie occidentale Charles III le Simple, il représentait l'abbaye de Saint-Germain-des-Prés (en 918) et  l'Abbaye de Saint-Maur (920). Il fut par la suite chancelier du roi Robert Ier et de son successeur Raoul,, qu'il accompagna en 924 en Bourgogne, et au côté duquel il combattit les Normands dans les environs de Melun.
À l'hiver 925, le comte Herbert II de Vermandois convoqua un synode à Reims avec l'intention d'y faire élire son fils Hugues, alors âgé de cinq ans seulement, comme archevêque de Reims, et Abbon, comme plusieurs autres prélats, ratifia la candidature. Le roi Raoul de Bourgogne ayant validé l'élection de Hugues et confié à Herbert le pouvoir temporel sur l'archevêché, ce dernier plaça Abbon à la tête d'une délégation à Rome, pour solliciter l'approbation du pape Jean X. Le pape accepta de dégager l'enfant des responsabilités de l'archevêché, mais estima qu'Abbon avait toutes les qualités requises pour diriger l’archidiocèse de Reims, aussi longtemps du moins qu'Hugues n'aurait pas atteint l'âge canonique. Mais Abbon dut céder ce mandat dès 928 à Odalric, dont l’évêché d'Aix était aux mains de pirates musulmans. Il se démit de ses fonctions de chancelier d'empire quatre ans plus tard, et l’évêque de Troyes Ansegise  lui succéda. Abbon mourut en 937.

## Source
- Flodoard de Reims, Historia Remensis ecclesiae IV 20.